# Airartuuq Island
Airartuuq Island – niezamieszkana wyspa należąca do archipelagu arktycznego znajdująca się w regionie Kivalliq, Nunavut, Kanada.
Najbliższe wyspy w okolicy to: Bibby Island, Flattop Island, Imiligaarjuk Island, Imilijjuaq Island, Ivuniraarjuq Island, and Walrus Island.